# Björklinge hembygdsförening
Björklinge hembygdsförening är en hembygdsförening i Björklinge i Uppland.
Föreningen utger Björklinge Förr och Nu sedan 1977. I skriften avges verksamhetsberättelse samt artiklar om byar, gårdar, människor och händelser i Björklingetrakten, till exempel Sätuna säteri i 1999 års upplaga. På liknande sätt behandlar 1991 års upplaga Närlinge säteri och 1997 års upplaga Sandbro säteri. Dessa tre säterier är socknens största, historiska frälsegårdar, vilka samtliga också har gravkor i Björklinge kyrka.